# منتخب الكويت تحت 19 سنة للكريكت
منتخب الكويت تحت 19 سنة للكريكت يمثل الكويت في كريكت الدولي تحت 19 سنة. ينظمه كريكيت الكويت (KAC)، وهو عضو مشارك في المجلس الدولي للكريكيت (ICC) منذ 2005، بعد أن كان عضواً منتسباً منذ 1998.
تأهلت الكويت إلى كأس آسيا للكريكيت تحت 19 سنة 2019 وكأس آسيا للكريكيت تحت 19 سنة 2021.